# Ахил
Вижте пояснителната страница за други значения на Ахил.
Ахил (на старогръцки: Ἀχιλλεύς) е тесалийски герой – най-силният, най-храбрият и най-красивият от героите, участвали в легендарната Троянска война. Ахил е син на Пелей и морската богиня Тетида. В „Илиада“ е споменат като цар на мирмидонците.

## Етимология
Името на Ахил може да бъде анализирано като комбинация от ἄχος (áchos) „бедствие, болка, скръб“ и λαός (laós) „хора, войници, нация“, в резултат на което е образувана прото-форма Ахи-лауос – този, който притеснява хората, или онзи, чиито хора страдат. Мъката или страданието на хората е тема, повдигната многократно в Илиада (и често от самия Ахил). Ролята на Ахил като герой на скръбта или бедствието образува иронично съпоставяне с конвенционалния възглед за него като герой на κλέος kléos („слава“, обикновено във война). Нещо повече, λαός е тълкуван от Грегъри Наги, означаващ „корпус от войници“, сбирка. С това послание името носи двойно значение в творбата: когато героят действа правилно, неговите хора причиняват страдание на врага, но когато го върши погрешно, неговите хора получават скръбта на войната. Стиховете са отчасти заради неправилното насочване на гнева от страна на управляващите.
За английския археолог Артър Еванс гръцкият вариант на етимологията не е логичен. Кой би последвал водач с име „онзи, чиито хора страдат“. Еванс твърди, че много имена от гръцката митология не са гръцки, а някои само са гърцизирани. Той дава пример с имената на Одисей, Радамант, Ахил и др.
Фламандският езиковед Виндекенс също заключава, че Άχιλλεύς не е гръцко име, а е сродно на лидийските и тесалийски хидроними Άχέλης, Άχελῶς. Омир нарича Ахил водач на мирмидони – войнствен народ обитаващ Тесалия, а мирмидоните не са гърци. С името на тесалийската река Άχελῶς Вл. Георгиев свързва фригийската дума ακαλα–вода. Тя е вариант на тракийската ακελε–вода, извор.

## Легендата за Ахил
Прорицателят Калхант предсказва на Атридите – братята Агамемнон и Менелай, че те ще превземат великата Троя само ако в похода участва и Ахил. Майка му знаела какво е отредила съдбата на сина ѝ и с всички сили се стараела да предотврати смъртта му. Още докато е дете, тя го потапя в реката Стикс, за да стане неуязвим, но петата му, за която го държи, останала суха и така тя останала единственото му уязвимо място. Оттам и изразът „ахилесова пета“ придобива смисъл на „уязвимо място“. 
Според друга версия (сходна с легендата за Деметра и Демофонт), Тетида знаела каква ще бъде съдбата на Ахил. С всички сили се опитвала да направи сина си безсмъртен. Скришно тя мажела телцето на бебето с амброзия и го държала върху огъня, за да изгорят „смъртните” му части и да го направи неуязвим. Веднъж, докато държала пеленачето върху огнището, ненадейно я видял Пелей. Помислил, че тя иска да убие детето, грабнал меча и се нахвърлил върху Тетида. Тя се уплашила, избягала от Пелей и се скрила в морските дълбинии, в чертозите на баща си Нерей.
Рожденото му име е Пирисий („Ледения“), но когато огън му изгаря устните, го нарекли Ахил („неуязвим“). Според други автори, в детството си е наричан Лигирон.
Ахил, както и много други герои като Херкулес и Язон, е възпитаван от кентавъра Хирон в планината Пелион.

## Възпитание и начало на войната
Възпитанието си Ахил получава от Феникс, а в лечебното изкуство е обучен от кентавър Хирон. Според други митове Ахил не владее изкуството да лекува, но излекувал Телеф.
По искане на Нестор и Одисей и според волята на баща си, Ахил се присъединява към похода срещу Троя, водейки 50 кораба (или 60).
Сказание от следомиров цикъл казва, че майка му Тетида, в желанието си да спаси сина си от участие в похода срещу Троя, го скрива при цар Ликомед, владетел на остров Скирос, където той живее, облечен в женски дрехи (там Ахил има връзка с една от дъщерите на владетеля – Дейдамея. По-късно тя му ражда син – Неоптолем, за когото Ахил така и не разбира, заради заминаването си за Троя.). Хитрата уловка разгадал Одисей, който преоблечен като търговец, хвалил пред момичетата в царския двор женски украшения, към които Ахил не проявил интерес, но бил заинтригуван от оръжието му. Така Ахил е разобличен и принуден да се присъедини към похода на гърците.
Според някои автори в началото на похода той е на 15 години, а войната продължила 10 години. Първият щит на Ахил е изкован от Хефест.

## Ахил в „Илиада“
Ахил е главен герой в епоса „Илиада“.
По време на Троянската война Ахил показва голяма храброст и сразява много воини. На десетата година на войната, след като Агамемнон му отнема красивата пленница Бризеида, отказва да участва повече в сраженията. Едва когато неговият най-близък приятел (има множество спорове за техните взаимоотношения) Патрокъл облича неговите доспехи и е убит от троянския принц Хектор, воден от желание за отмъщение, пак се включва във войната. С новоизкованото от Хефест въоръжение той убива Хектор в двубой.

### Смъртта на Ахил
По време на обсадата на Троя, Ахил убива Пентесилея, царицата на амазонките, както и етиопския принц Мемнон, които дошли на помощ на троянците. Убива Мемнон като отмъщение за смъртта на своя приятел (според някои автори, любим) Антилох, сина на Нестор. В поемата на Квинт Смирнски Ахил убива шест амазонки, двама троянци и Мемнон. Според Хигин, той убива Троил, Астинома и Пилемена. Общо убива 72-ма воини.
При убийството на последния той прониква до Скейските порти на Троя, но там стрела, пусната от лъка на Парис, която е ръководена от самия Аполон, го поразила в петата и героят умира. Според някои автори е убит от самия Аполон, или стрела на Аполон, който е приел образа на Парис, или Парис, скрил се зад статуя на Аполон.